# Franjevci
Franjevci, Red manje braće ili Red male braće (lat. Ordo fratrum minorum, skr. OFM), crkveni je red koji je ustanovio sv. Franjo Asiški 1209. Danas ima oko dva milijuna pripadnika i svoje sjedište ima u Rimu.

## Povijest
Sv.Franjo je po svom obraćenju ustanovio bratstvo Pokornička braća i sestre, iz kojeg se razvijaju četiri franjevačka reda (Ordines Franciscani):
- Red manje braće - muški red
- Klarise - ženski red
- Franjevački svjetovni red - i muški i ženski red
- Franjevci trećoreci glagoljaši - muški samostanski red

Kako bi ostali vjerni utemeljiteljevu idealu, franjevci su pokretali brojne "obnove", kroz koje su se uobličile tri razne redovničke obitelji. Svaka od tih triju obitelji ima svoje vlastite poglavare i vlastite strukture:
- Red Manje Braće (OFM)
- Red Manje Braće Konventualaca (OFMConv)
- Red Manje Braće Kapucina (OFMCap)

Prvi misionari u Americi bili su franjevci. Petorica franjevaca sudjelovala su već u pohodu Francisca Bobadille 1500., a idućih 13 došlo je s drugim upraviteljem Hispaniole Nicolásom de Ovandom 1502. godine. Godine 1505. utemeljena je prva franjevačka provincija u Americi. Devetnaest godina kasnije prvih 12 franjevaca stiglo je u Meksiko. Godine 1533. utemeljili su prvu provinciju u Limi i odande počeli odlaziti na prostor današnjega Čilea, gdje je prva provincija utemeljena tek 1565. Godine 1553. utemeljili su prvi samostan u gradu Santafé de Bogotá u današnjoj Kolumbiji, a dvije godine kasnije prvi je biskup grada Asuncióna osnovao prvu paragvajsku misiju. U današnju Venezuelu stigli su 1575. iz Santo Dominga, svoje prve postaje u Americi. Nakon toga prvog velikog vala širenja kršćanstva ponovno su se istaknuli krajem 18. stoljeća preuzevši misije u Kaliforniji koje su isusovci morali napustiti. U tom dobu franjevci su vodili čak 163 misije, a godine 1789. u Americi i na Filipinima bilo ih je čak 4 195. Godine 1686. Antoni Llinás utemeljio je u Španjolskoj posebnu ustanovu (colegio de Escornalbou) namijenjenu izobrazbi i pripremi misionara za Ameriku.
Franjevci su otvorili prve škole za Indijance u Texcocu 1523. i u gradu Meksiku 1525. godine. Osnovali su i Colegio de Santa Cruz de Tlatelolco, neku vrstu znanstvene i akademske ustanove za proučavanje indijanskih jezika, opće povijesti i civilizacija te za poučavanje preživjelih potomaka znamenitih astečkih loza onim disciplinama i znanjima kojima je trebao biti vičan svaki kršćanin.

## Pravilo
Franjevački red slijedi pravilo reda, a povijest pravila je sljedeća:
- prvo pravilo reda ustanovljeno je 1221. godine, a preradio ga je papa Grgur IX. 1228. godine
- drugo pravilo izradio je 1289. godine papa Nikola IV. i ostalo je na snazi do 1883. godine
- treće pravilo napisao je papa Lav XIII. 1883.
- četvrto i trenutno važeće pravilo izradio je 1978. godine papa Pavao VI.

Nakon IV. lateranskog sabora (1215.), koji je sazvao i kojim je predsjedao Inocent III., u Crkvi su zabranjena nova redovnička pravila te su službeno priznata pravilo sv. Augustina, Benedikta i Bazilija. Ipak, franjevci su se pozvali na usmeno odobrenje pravila i načina života istoga pape 1209., zbog čega im je Honorije III. odobrio Pravilo. Prije potvrde Pravila, sv. Franjo je u suradnji s kardinalom Ugolinom (kasnije papom Grgurom IX.) morao je odustati od prvotnog nacrta Pravila koje je bilo preopširno, s previše biblijskih citata i premalo pravnog jezika da bi ga mogle priznati Crkvene vlasti; to se pravilo zove Nepotvrđeno i nastalo je oko 1221. godine.
Pravilo počinje riječima kojima papa Honorije III., na molbu sv. Franje i njegove braće, potvrđuje način života prema Pravilu. Zatim slijedi dvanaest poglavlja, koji nose sljedeće naslove:
1. U ime Gospodnje! Počinje život Manje braće
2. O onima koji žele prihvatiti ovaj život i kako ih treba primiti
3. O božanskom časoslovu i postu i kako braća moraju ići svijetom
4. Braća ne smiju primati novaca
5. O radu
6. Da braća ne smiju ništa prisvojiti, o sakupljanju milostinje i o bolesnoj braći
7. O pokori koja se ima naložiti braći koja griješe
8. O izboru generalnog ministra ovoga bratstva i o duhovskom kapitulu
9. O propovjednicima
10. O opominjanju i popravljanju braće
11. Braća neka ne ulaze u samostane redovnica
12. O onima koji idu među Saracene i ostale nevjernike

Završetak Pravila donosi opomenu pape Honorija III. prema kojoj nikomu nije dopušteno protiviti se ili pobijati papinsko pismo potvrde Pravila Reda Manje Braće.

## Školstvo
Franjevački početni odgoj čine tri stupnja: postulatura, novicijat te vrijeme privremenih zavjeta.

## Uloga franjevaca kod Hrvata
Franjevci su igrali istaknutu ulogu u povijesnom i kulturnom životu Bosne i Hercegovine i Hrvatske.
Hrvatski sveci franjevci su sv.Nikola Tavelić i sv.Leopold Mandić.
U Bosnu dolaze kao misionari koji rade na iskorjenjivanju učenja bosanskih krstjana, već 1291. godine i tu trajno ostaju, a franjevačka provincija Bosna Srebrena je jedina ustanova koja neprekidno djeluje od srednjeg vijeka pa do danas.
1339. godine se ustanovljava Bosanska vikarija, na čelu s fra Peregrinom Saksoncem, koji je imao značajnu ulogu i na dvoru bana Stjepana II. Kotromanića, a naimenovan je i bosanskim biskupom.
Prvi franjevački samostan u Bosni je podignut u Milama kod Visokog oko 1340. godine, a kasnije su izgrađeni i samostani u Sutjesci,Olovu, Srebrenici, Fojnici, Kreševu... 
Ovakav razvoj bosanske vikarije ju je doveo u vodeći položaj na čitavom Balkanu, a njeno područje se proteže od Apulije na sjeveru Italije pa do Crnog mora. U prvoj polovini 15. stoljeća se neke manje oblasti osamostaljuju i odvajaju, a nakon Turskog osvajanja Bosne dolazi do podjele vikarije 1514. na Bosnu Srebrenu (na prostoru pod Turskom okupacijom) i Bosnu-Hrvatsku (na preostalom području) i obje ove vikarije su 1517. godine izdignute u rang provincija. Sultan Mehmed El-Fatih je 1463. godine izdao dokument na osnovu kojeg se franjevcima dozvoljava dalje djelovanje u Bosni. 
U 16. stoljeću se područje provincije Bosne Srebrene širi s Turskim osvajanjima, pa obuhvaća i Slavoniju, Srijem, Banat i južnu Ugarsku (do Budima). Tako franjevci igraju veliku ulogu u osnivanju grada Subotice.
U 18. stoljeću, dolazi do osamostaljivanja dalmatinskih samostana, a potom se 1757. izdvajaju i prekosavski samostani, te se 1758. godine ustanovljava područje Bosne Srebrene koje odgovara granicama Bosne i Hercegovine, a 1847. se ustanovljava i zasebna hercegovačka provincija. Iz tog razdoblja datira prva medicinska knjiga na hrvatskom jeziku, koju je napisao fra Luka Vladimirović.
Franjevci svjetovnog reda su otvorili prve škole u Baču, Somboru, Baji i Subotici. Gimnazije u Subotici i Somboru su otvorili franjevci i vodili ih nekoliko desetljeća. U 21. st. su franjevci ostali bez župa u Subotici i Somboru, a u Somboru su ostali i bez samostana kojeg su nekad imali.
Brojni franjevci Bosne Srebrene su imali neprocjenjiv doprinos kulturnom i znanstvenom životu Bosne i Hercegovine, a najistaknutiji među njima bili su: Matija Divković, Nikola Lašvanin, Filip Lastrić, Ivan Franjo Jukić,Grga Martić kao i mnogi drugi.
Krajem 19. stoljeća franjevački red se reorganizira te nastaju nove provincije čije su granice određene po nacionalnom ključu. Tako nastaje 1900. i Hrvatska franjevačka provincija sv. Ćirila i Metoda sa sjedištem u Zagrebu na Kaptolu. Osnivač provincije je o. Vendelin Vošnjak za kojeg se u Rimu vodi proces za proglašenje blaženim.

### Upravni ustroj franjevaca u Hrvata
Franjevačka provincije koje se rasprostiru područjem gdje žive stare zajednice Hrvata:
- franjevačka provincija Presvetog Otkupitelja, sjedište u Splitu (do 1743. franjevačka provincija sv. Kaja)
- franjevačka provincija sv. Kaja
- hrvatska franjevačka provincija sv. Ćirila i Metoda, sjedište u Zagrebu
- franjevačka provincija sv. Jeronima u Dalmaciji i Istri, sjedište u Zadru (konventualci)
- Franjevačka provincija Bosna Srebrena
- Hercegovačka franjevačka provincija Uznesenja BDM, sjedište u Mostaru
- franjevačka provincija sv. Ivana Kapistrana, sjedište u Budimpešti
- albanska provincija Marijina Navještenja

Povijesne provincije:
- franjevačka hrvatsko-kranjska provincija sv. Križa
- franjevačka provincija sv. Ladislava
- franjevačka ugarska provincija sv. Marije
- franjevačka ugarska provincija (opservanti)
- franjevačka bosansko-hrvatska provincija sv. Križa
- franjevačka slavenska provincija sv. Serafina

U svezi s ovim provincijama i radom franjevaca među Hrvatima su papinske bule Ex comissis nobis divintus, Felicitate quadam, Cum hora iam undecima, Cum secundum, Cum hora iam undecima i dekreti Ordine nostro, Ad propagandam i Cum ad retularem.

## Franjevci u znanosti
(popis nije potpun)
- Ivan Tomašić, hrv. povjesničar i kroničar
- Ivan Franjo Jukić, hrv. prosvjetitelj, pjesnik, publicist, putopisac, jezikoslovac, hrvatski preporoditelj, književnik, zemljopisac, kulturni, znanstveni i politički djelatnik
- Andrija Kačić Miošić - epik i vjerski pisac, napisao prosvjetiteljsko djelo u prozi i stihovima (narodnim desetercem) Razgovor ugodni naroda slovinskog
- Matija Petar Katančić - hrvatski latinist, historiograf, estetičar, teoretičar književnosti, prevodilac, arheolog, numizmatičar; najpoznatije pjesničko djelo mu je zbirka latinskih i hrvatskih pjesama Fructus auctumnales (Jesenski plodovi)
- Filip Grabovac -  tragična figura prosvjetiteljstva u Dalmaciji, pisac, prethodnik romantičarskih ideja. Napisao Cvit razgovora naroda i jezika iliričkoga aliti (a)rvackoga, kojemu je vrijednost u njegovu pučkomu patriotizmu. Knjiga je zabranjena i povučena iz prodaje.